# والتر إل. كاتلر
والتر إل. كاتلر (بالإنجليزية: Walter L. Cutler)‏ هو دبلوماسي أمريكي، ولد في 25 نوفمبر 1931 في بوسطن في الولايات المتحدة.

## وصلات خارجية
- والتر إل. كاتلر على موقع إن إن دي بي (الإنجليزية)